# Imitace (hudba)
Imitace v hudbě, resp. v polyfonii, je jeden ze způsobů práce s hudebním tématem nebo motivem. Imitační technika se hojně používala zejména v hudbě období baroka a spočívala v opakování určité části skladby (melodie, rytmu apod.).

## Charakteristika
Původní (imitovaná) melodie se nazývá proposta (z italského „návrh“) a její opakování (citace) se nazývá risposta („odpověď). Imitace pak může být úplné a doslovné citování původní hudební myšlenky, přičemž opakování melodie je nezměněné, ale může rovněž se jednat o napodobení v různých obměnách, například v transponovaně do jiné tóniny, či se změněným tónorodem (dur/moll). Imitace může probíhat v témže nebo jiném hlase jako proposta, může být také citována jiným nástrojem, vždy si však zachovává původní charakter.
Tato technika se používala hojně v raně polyfonní hudbě, a zejména pak v období baroka.

## Druhy imitací
- Přísná imitace - doslovné citování, (i v transposici).
- Volná imitace - zde se mohou rovněž měnit melodické intervaly, nebo trvání not, například používáním augmentace a diminuce; může se měnit takt; anebo může melodie postupovat v inverzi. Někdy je zachován dokonce pouze rytimcký původní proposty.

Příklady imitace v hudbě jsou kánony (např. od Johanna Pachelbela), Bachovy fugy a invence a mnoho jiných.